# حديقة حيوان تايبينغ
حديقة حيوان تايبينغ هي حديقة حيوان تقع في بوكيت لاروت [الإنجليزية] في تايبينغ [الإنجليزية] بفيرق في ماليزيا. تأسست عام 1961، وهي حديقة الحيوان الوحيدة في شمال ماليزيا.
تعد واحدة من حدائق الحيوان الرئيسة في ماليزيا، حيث تغطي مساحة 36 فدانًا (15 هكتارًا) وتحتوي على 1300 حيوان تُمثل 180 نوعًا من الأسماك والطيور والثدييات والزواحف. أنشأت حديقة الحيوان في عام 2003 رحلات سفاري ليلية، بحيث تفتح مرة أخرى في ساعات الليل.

## الحيوانات
تضم حديقة الحيوانات 1500 حيوان من 140 نوعًا. كما تضم أكبر عدد من المكاك قصير الذيل في ماليزيا، والذي يبلغ ثلاثة عشر مكاكًا، مقارنةً بستة في حديقة حيوان نيغارا [الإنجليزية] وخمسة في حديقة حيوان ملقا [الإنجليزية]. تضم بعض الحيوانات في حديقة الحيوانات ما يلي:
ثدييات
- أسد
- جبون رشيق
- كولبس أنغولي
- فيل آسيوي
- سنور ذهبي آسيوي
- زباد النخيل الآسيوي
- قضاعة آسيوية صغيرة المخالب
- شيهم آسيا ذو الذيل الشبيه بالفرشاة
- أيل أرقط
- لنسنغ مخطط
- أيل باويان
- زبادة سوداء
- نمر أسود
- إنسان الغاب البورنيوي
- ليمور حقيقي
- شمبانزي شائع
- نمر ملطخ
- علند شائع
- فرس النهر
- قشة مألوف
- دول
- جمل عربي
- قط مسطح الرأس
- غور
- مهاة جنوب إفريقيا
- نمس جاوي
- ثعلب طيار عملاق
- زباد هندي كبير
- رباح جنوب إفريقيا
- تيل أحمر
- قط نمري
- طرغول الملايو الصغير
- سيرو سومطري
- شيهم ملاوي
- تابير ملاوي
- ببر ملاوي
- ميمون أبو الهول
- سنور معرق
- زباد النخل المقنع
- نلجاي
- نيالا
- حمار الزرد السهلي
- قرد الململة
- طمارين ذهبي اليد
- ثيتل أحمر
- صمبر
- بج
- سقطوم
- سيامنغ
- قضاعة ملساء الفراء
- ضبع رقطاء
- قوفز
- مكاك دبي
- دب الشمس
- لوريس بطيء سوندا
- غوريلا غربية
- جبون لار
- خنزير بري

طيور
- أبو ملعقة إفريقي
- نحام الكاريبي
- حباك بايا
- تم أسود
- مكاو أزرق أصفر
- بجعة بنية
- بدجريقة
- بلشون القطعان
- مينة التل الشائعة
- نعام شائع
- كركي سنجابي
- إيمو
- نسر أسمر
- نحام أكبر
- أبو قرن عملاق
- بجعة بيضاء كبيرة
- طاووس أخضر
- كركي متوج أرمد
- دجاج غيني مخوذ
- ببغاء متيم
- لقلق لبني
- تم أخرس
- حمام نيكوبار
- دجاج الأدغال الأحمر
- بوقير وحيد القرن
- أبو ملعقة وردي
- أبو منجل قرمزي
- شبنم جنوبي
- بلشون أخضر الظهر
- تم بواق
- نسر أبيض الظهر
- مونيا أبيض الرأس
- تم صداح

زواحف
- سلحفاة سودانية
- أصلة بورمية
- تمساح قزم
- بواء الشجر الزمردية
- غريال مزيف
- أفعى الغابون
- إغوانة خضراء
- أصلة شبكية
- تمساح المياه المالحة

سمك
- قرموط إفريقي
- أربيمة عملاقة
- شنة أندونيسية
- بلطي موزمبيقي
- تنفويل بارب